# Arroyo Duraznito
Der Arroyo Duraznito ist ein Fluss in Uruguay.
Er entspringt einige Kilometer ostnordöstlich von Cerro Colorado. Von dort verläuft er auf dem Gebiet des Departamentos Flores in nordöstliche Richtung und mündet etwa beim kartographisch verzeichneten Punkt Doña Anita als linksseitiger Nebenfluss in den Arroyo de Chamangá.